# Stoffe
Christer Gustaf Svensson eller Krister Gustav Svensson, mer känd som Stoffe, född 15 februari 1950 i Johannes församling, Stockholm, död 22 mars 1978 i Stockholm av en överdos, blev känd genom Stefan Jarls dokumentärfilmer. Efter att Stoffe debuterat i Stefan Jarls Snutarna (1966), gjordes en dokumentär om Stoffe och hans vän Kenta. 
Jarl ville bevaka den nya ungdomsvåg som  svept över Stockholm under ett par år. Aldrig tidigare hade ungdomarna stått så långt ifrån sina föräldrars generation, och "modsen" stod som frontfigurer för denna revolution. Genom sin livfulla, fräcka och ansvarslösa utstrålning var modsen en typ av ungdomar som aldrig tidigare skådats.

## Biografi

### Ungdomsår
Christer Gustav Svensson var son till Nils Gustaf Svensson (1920–1964) och Elisabeth Elsy Svensson (1923–1991). Stefan Jarl bevakade ett modsgäng som höll till i Stockholms centrala delar. Gustav "Stoffe" Svensson och Kenneth "Kenta" Gustafsson var ledarfigurer för gänget. Jarl följde de två ungdomarna och deras vänner, och det resulterade i dokumentären Dom kallar oss mods. I filmen skildras Kentas och Stoffes vardag på ett mycket ocensurerat sätt. Båda känner de sig utstötta och har bestämt sig för att leva för stunden. Deras ungdomliga glädje och spontanitet tog Sverige med storm, när filmen visades på biograferna i Sverige 1968. Stoffe och Kenta blev omåttligt populära över hela landet och fick personifiera modskulturen i Stockholm. 

### Vuxenåren
Tiden gick och haschrökandet övergick i morfinmissbrukande bland modsen i början av 1970-talet. Då hade mediebevakningen lättat för Kentas och Stoffes del, och medan de allra flesta ungdomarna i Stockholm fick ordnade liv när de växt upp, fortsatte vissa att leva som mods. Hela kulturen var borta, och med den försvann också Kenta, Stoffe och deras vänner från de jämnårigas tankar. 
Många nya droger kom till Plattan i Stockholm och alla tidigare mods gick nu olika vägar. Kenta fortsatte med haschet medan Stoffe började missbruka heroin. Steget från flickidol till hemlös missbrukare blev kort för honom, vilket skildras i Stefan Jarls andra film i trilogin, "Ett anständigt liv". Efter att tre gånger  fått hjärtstillestånd till följd av överdoser söktes Stoffe upp av Kenta som medan kameran rullade försökte övertyga vännen om att lägga av med missbruket, men den svårt nedgångne Stoffe var onåbar. Veckan därpå, den 22 mars 1978, avled Stoffe på T-Centralens toalettutrymme efter en överdos, 28 år gammal. Han är begravd på Råcksta begravningsplats.

## Filmografi
- 1966 – Snutarna
- 1968 – Dom kallar oss mods
- 1972 – Du gamla, du fria
- 1979 – Ett anständigt liv